# Stenoptilia amseli
Stenoptilia amseli là một loài bướm đêm thuộc họ Pterophoridae. Nó được tìm thấy ở Ả Rập Xê Út và Yemen.